# Rudolf Weigl
Rudolf Stefan Jan Weigl (2 de setembre de 1883, Přerov - 11 d'agost de 1957, Zakopane) fou un famós biòleg, professor polonès i inventor de la primera vacuna efectiva contra el tifus. Weigl fundà l'Institut Weigl a Lwów (aleshores part de la Segona República Polonesa i actualment Lviv, Ucraïna), on realitzà la investigació i producció de la vacuna.

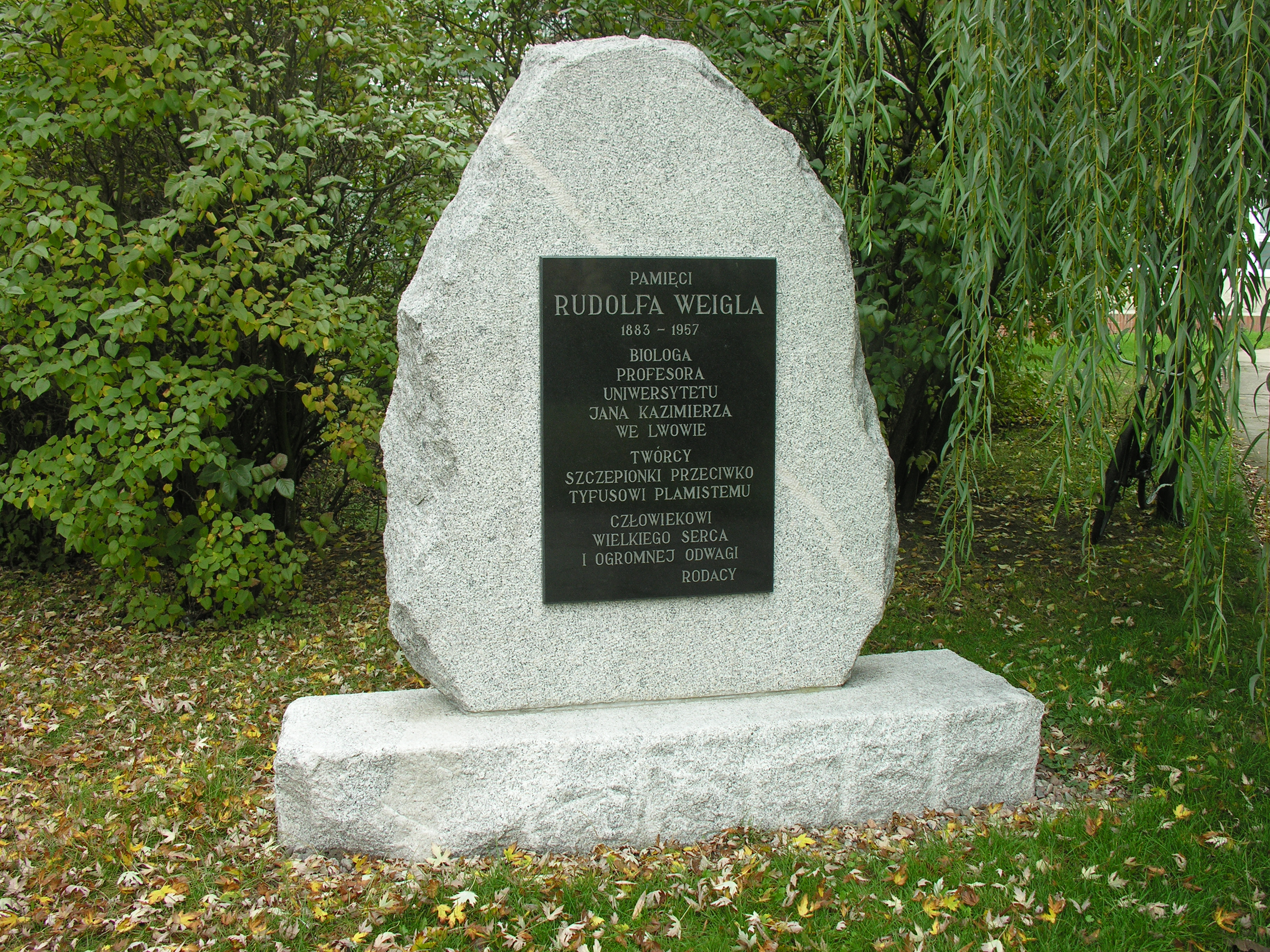
Monument a Weigl a Wrocław.